# Michael Hartmann (Politiker)

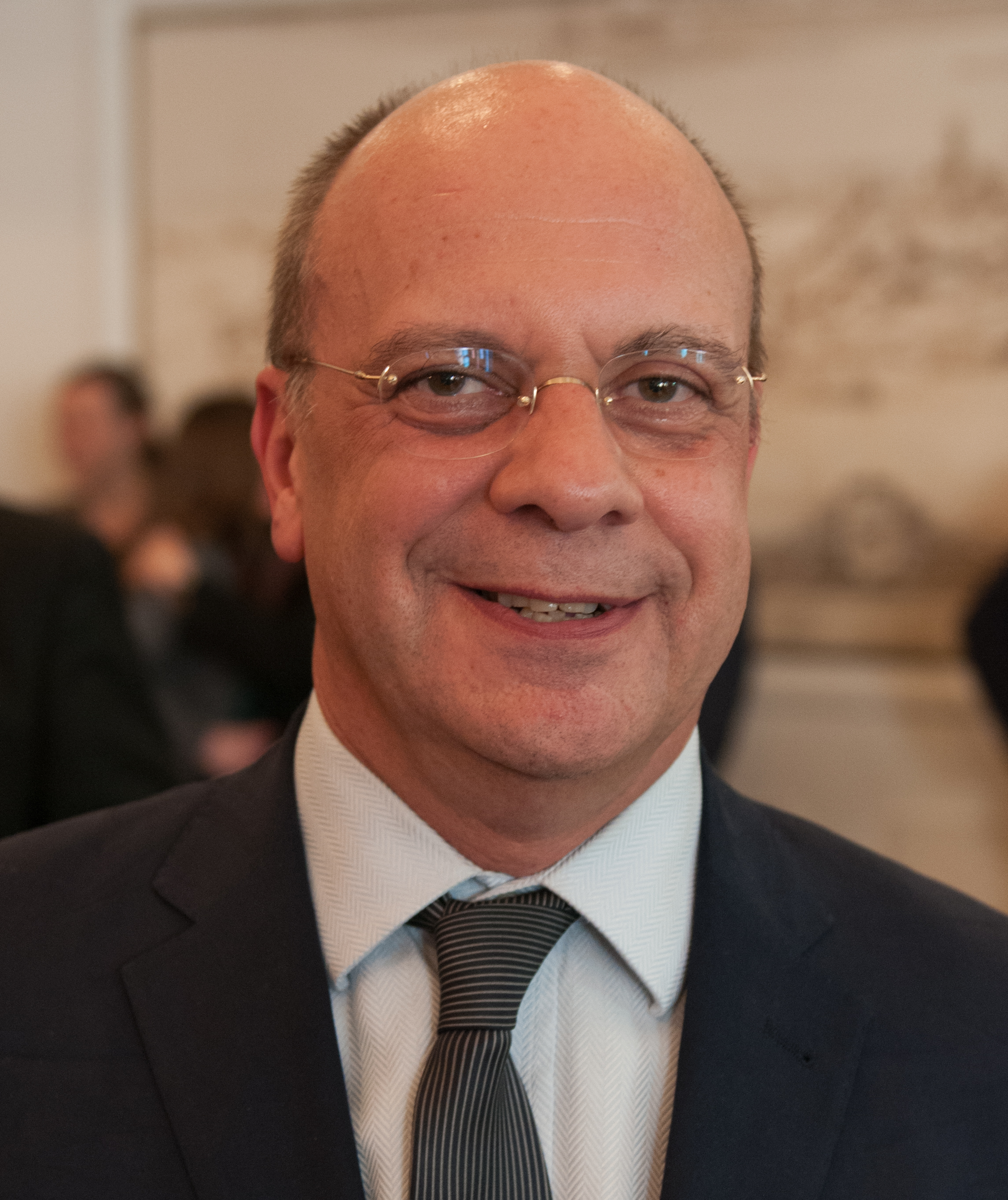
Michael Hartmann (2016)

Michael Hartmann (* 11. Mai 1963 in Pirmasens) ist ein deutscher Politiker (SPD). Von 2002 bis 2017 war er Mitglied des Deutschen Bundestages, innenpolitischer Sprecher der SPD-Fraktion sowie Obmann seiner Fraktion im Innenausschuss und Mitglied des Parlamentarischen Kontrollgremiums.

## Ausbildung und Beruf
Nach dem Abitur 1982 am neusprachlichen Gymnasium Pirmasens begann er ein Studium der Politikwissenschaft, der Soziologie und der deutschen Volkskunde an der Johannes Gutenberg-Universität Mainz. Von 1995 bis 1999 arbeitete er als Referent für die Betreuung der Untergliederungen und Kommissionen sowie Beratung bei Kommunal- und Urwahlen beim rheinland-pfälzischen Landesverband der SPD. Seit 1999 ist Hartmann im rheinland-pfälzischen Innenministerium angestellt und war von 1999 bis 2002 Pressesprecher unter dem damaligen Minister Walter Zuber. Nach Unterbrechung durch die Mitgliedschaft im Bundestag ist er wieder in diesem Ministerium tätig. Zum 1. Juli 2025 wurde er zum Antiziganismusbeauftragten des Landes Rheinland-Pfalz berufen.

## Parteifunktionen
Hartmann trat 1983 in die SPD ein. Er engagierte sich zunächst bei der Juso-Hochschulgruppe in Mainz und war Vorsitzender der SPD-Ortsvereine Wackernheim und Heidesheim am Rhein. Er war von 1999 bis 2014 Vorsitzender des SPD-Unterbezirks Mainz-Bingen und gehörte von 2004 bis 2014 dem Landesvorstand der SPD in Rheinland-Pfalz an.
Von 1996 bis 2005 war er Vorsitzender der Sozialdemokratischen Gemeinschaft für Kommunalpolitik (SGK) im Landkreis Mainz-Bingen.
Im November 2017 erhielt Hartmann die Willy-Brandt-Medaille.

## Abgeordnetentätigkeit
Hartmann war von 1999 bis 2004 Vorsitzender der SPD-Fraktion des Ortsgemeinderates Wackernheim. Seit 2004 gehört er dem Kreistag des Landkreises Mainz-Bingen an und wurde zuletzt 2024 erneut gewählt.
Seit 2002 war er Mitglied des Deutschen Bundestages. Von 2006 bis November 2007 war Hartmann stellvertretender Vorsitzender des BND-Untersuchungsausschusses und von November 2007 bis 2009 Obmann der SPD-Bundestagsfraktion in diesem Ausschuss. Von Oktober 2011 bis Juli 2014 war er innenpolitischer Sprecher der SPD-Bundestagsfraktion.
Hartmann zog zuerst als direkt gewählter Abgeordneter des Bundestagswahlkreises Mainz in den Deutschen Bundestag ein. Bei der Bundestagswahl 2005 verteidigte er hier mit 40,9 % der Erststimmen sein Direktmandat. Bei der Bundestagswahl 2009 verlor Hartmann dieses an Ute Granold von der CDU, zog aber über die Landesliste in den 17. Deutschen Bundestag ein. Bei der Bundestagswahl 2013 unterlag er mit 34,9 Prozent der Erststimmen der CDU-Kandidatin Ursula Groden-Kranich im Wahlkreis, zog aber über die Landesliste erneut in den Bundestag ein.
Hartmann war von Oktober 2002 bis Juli 2014 Mitglied des Innenausschusses und dort ab 2011 Obmann seiner Fraktion. Von Dezember 2009 bis Juli 2014 war er Mitglied des Parlamentarischen Kontrollgremiums zur Kontrolle der Nachrichtendienste und von Januar bis Juli 2014 stellvertretendes Mitglied der G 10-Kommission, die die Kommunikationsüberwachung der Nachrichtendienste kontrolliert. Seit Januar 2014 war er stellvertretendes Mitglied des Rechtsausschusses und seit November 2014 Mitglied des Ausschusses für die Angelegenheiten der Europäischen Union. Im Juli 2016 kündigte Hartmann an, er werde sich bei der Bundestagswahl 2017 nicht wieder um ein Mandat bewerben.

## Politische Positionen
Im Wahlkampf zur Bundestagswahl 2013 sprach sich Hartmann gegen die Legalisierung weicher Drogen aus.

## Öffentliche Ämter
Von 1994 bis 1999 war Hartmann ehrenamtlich erster Beigeordneter der Gemeinde Wackernheim.

## Gesellschaftliche Ämter
Hartmann ist stellvertretender Vorsitzender des Verwaltungsrates der „Magenza-Stiftung für Jüdisches Leben in Mainz“, Mitglied des Stiftungsrates der „Stiftung Hoher Dom zu Mainz“ und als Ranzengardist in der Fastnacht aktiv. Er ist Mitglied des Vereins Rheinhessen gegen Rechts e. V.
Von 2007 bis 2014 war Hartmann Präsident des in Mainz ansässigen Deutschen Baseball- und Softballverbandes.

## Kontroversen

### Drogenkonsum
Am 2. Juli 2014 hob der Deutsche Bundestag die politische Immunität des Abgeordneten Hartmann auf und genehmigte den Vollzug eines richterlichen Durchsuchungsbeschlusses wegen des Verdachts eines Verstoßes gegen das Betäubungsmittelgesetz. Seine Wohnung wurde am selben Tag durchsucht. Drogen wurden nicht gefunden. Hartmann trat daraufhin als innenpolitischer Sprecher der SPD-Bundestagsfraktion sowie als Mitglied des Parlamentarischen Kontrollgremiums zurück. Er räumte gegenüber der Staatsanwaltschaft ein, im Herbst 2013 etwa einen Monat lang Crystal Meth „in geringer eigenverbrauchsüblicher Menge […] erworben und konsumiert“ zu haben. Er habe seinerzeit gehofft, durch den „Drogenkonsum leistungsfähiger“ zu sein. Die Staatsanwaltschaft Berlin stellte das Ermittlungsverfahren im September 2014 gegen Zahlung einer Geldauflage ein.

### Edathy-Affäre
Ende 2014 behauptete der damalige SPD-Bundestagsabgeordnete Sebastian Edathy, dem vorgeworfen wurde, sich kinderpornographisches Material beschafft zu haben, er sei von Hartmann im November 2013 über die Ermittlungen gegen ihn informiert worden. Hartmann habe diese Informationen vom damaligen BKA-Präsidenten Jörg Ziercke erhalten. Ziercke dementierte, Hartmann informiert zu haben. Hartmann gab an, Edathy habe ihm auf dem SPD-Parteitag im November 2013 offenbart, dass er Kunde bei dem in Rede stehenden kanadischen Unternehmen war. Edathy versuchte, seine Behauptungen zu belegen, indem er Mitte Dezember 2014 die SMS-Kommunikation mit Hartmann offenlegte. Am 18. Dezember 2014 wurde Hartmann vor dem Untersuchungsausschuss vernommen, der die Edathy-Affäre untersuchte. Die Staatsanwaltschaften Berlin und Hannover leiteten Anfang Februar 2015 Vorermittlungen gegen Hartmann ein wegen des Verdachts der Strafvereitelung im Fall Edathy, woraufhin Hartmann weitere Aussagen vor dem Edathy-Untersuchungsausschuss verweigerte. Ein Ermittlungsverfahren wegen des Verdachts der Strafvereitelung wurde von der Staatsanwaltschaft Lüneburg geführt und am 6. Juni 2016 mangels hinreichenden Tatverdachts eingestellt. Ein von der Staatsanwaltschaft Berlin geführtes Ermittlungsverfahren wegen des Verdachts uneidlicher Falschaussage wurde ebenfalls mangels hinreichenden Tatverdachts eingestellt, womit sämtliche gegen Hartmann im Zusammenhang mit der Edathy-Affäre eingeleiteten Ermittlungsverfahren gemäß § 170 Absatz 2 der Strafprozessordnung (StPO) eingestellt sind. Hartmanns Anwaltskosten wurden von der SPD-Bundestagsfraktion übernommen.